# Kezuriki
Katsuobushi kezuriki (鰹節削り器; かつおぶしけずりき) là dụng cụ nhà bếp truyền thống của Nhật Bản, tương tự như cái bào bằng gỗ hoặc mandoline. Nó được dùng để bào katsuobushi làm từ những khối cá ngừ vằn khô (katsuo).

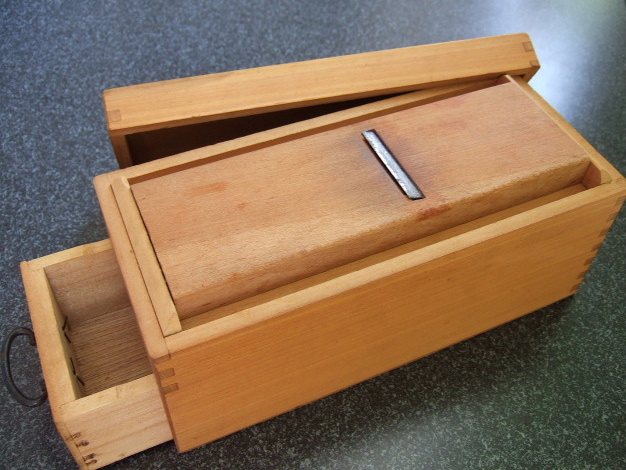
Katsuobushi kezuriki với nắp lưỡi đã được tháo ra và ngăn đựng bộ sưu tập mở hé

Kỹ thuật được sử dụng để chuẩn bị nguyên liệu nấu ăn là kéo và đẩy một khối katsuobushi qua lưỡi dao trong thiết bị theo chuyển động tới lui. Những lát cá bào mỏng được giữ trong một ngăn kéo bằng gỗ ở dưới cùng của thiết bị và lấy ra bằng cách mở và đổ những miếng cá bào được sắp xếp đại khái thành hai kích cỡ cho các mục đích sử dụng khác nhau.
Lát cá bào mỏng là một thành phần chính của ẩm thực Nhật Bản. Lát cá bào lớn hơn, dày hơn gọi là kezurikatsuo (削り鰹; けずりかつお kezurikatsuo), được đun sôi với kombu để làm thành nước dùng dashi. Lát cá bào nhỏ hơn, mỏng hơn thì gọi là hanakatsuo (花鰹; はなかつお hanakatsuo), được dùng làm hương liệu và phủ lên trên nhiều món ăn Nhật chẳng hạn như okonomiyaki.
Ngày nay, nhiều hộ gia đình Nhật Bản không còn sử dụng katsuobushi kezuriki nữa, thay vào đó họ chọn mua những gói hanakatsuo hoặc kezurikikatsuo đã được bào sẵn tại các siêu thị.